# Södertäljevägen

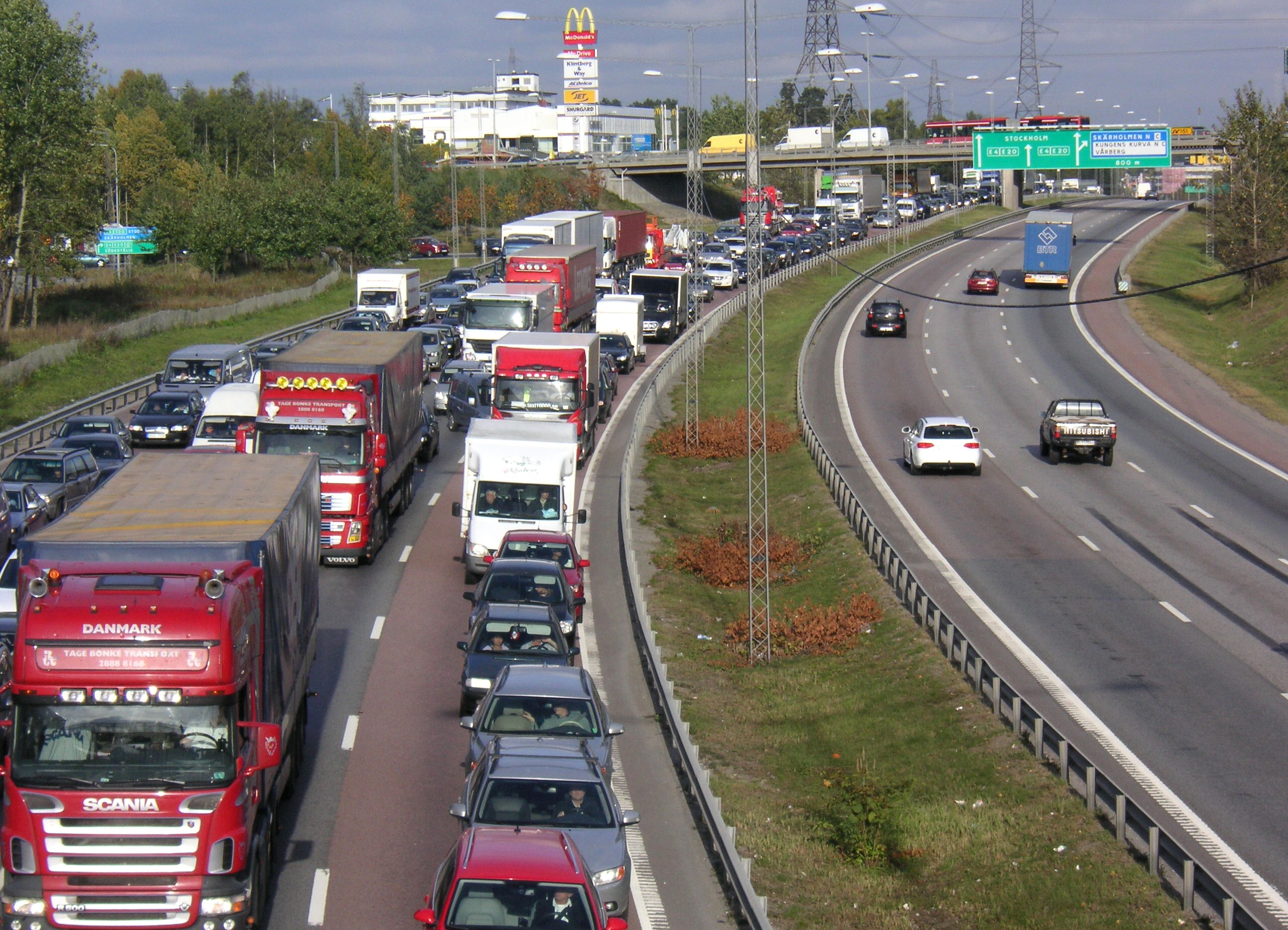
Kö på Södertäljevägen söderut efter en trafikolycka i Vårby, 2010.

Södertäljevägen är en vägförbindelse mellan Liljeholmsbron i Stockholm och Södertälje som idag till största delen utgörs av motorvägen E4/E20. Gamla Södertäljevägen i Huddinge kommun och sydvästra Stockholms kommun är en kvarstående rest av den äldre huvudvägförbindelsen och numera en lokalgata. Södertäljevägen var tidigare en del av Riksväg 1.

## Historia

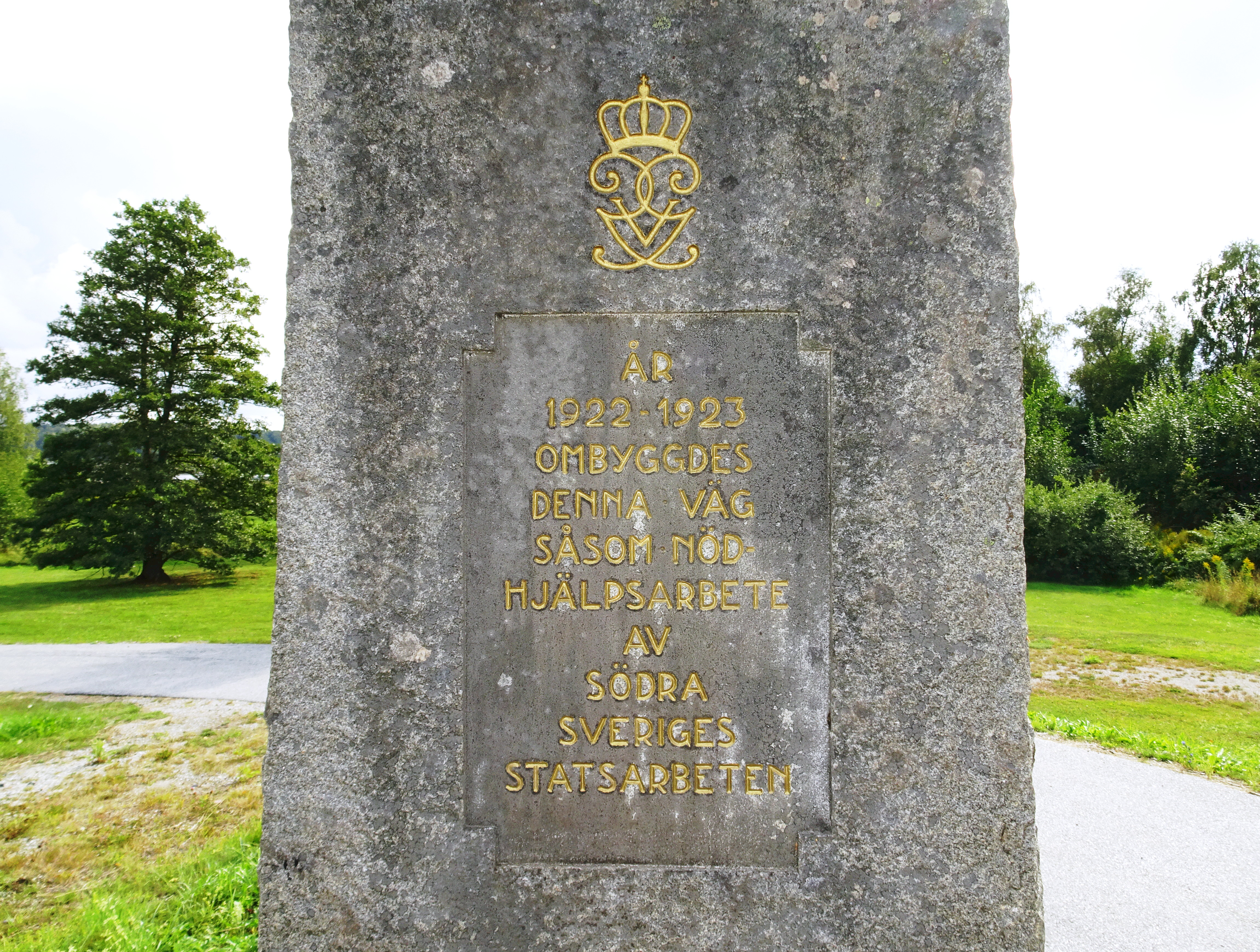
Minnessten från 1923.

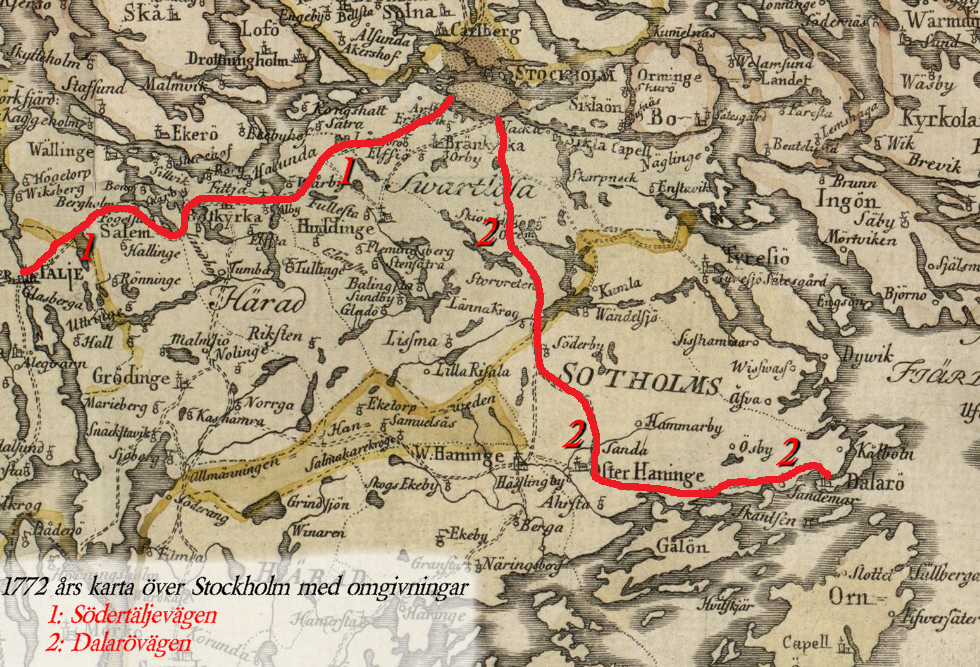
Södertäljevägen (1), Dalarövägen (2).

För den som på 1500-talet skulle färdas landvägen söderut från Stockholm, var Göta landsväg det enda alternativet. Vägen miste sin betydelse under senare delen av 1600-talet, när den "nya landsvägen" över Hornstull tillkom. Det bestämdes att den skulle gå söderut över sundet mellan Albysjön och Mälaren. Samtidigt anlades en ny bro över Liljeholmsviken till nuvarande Liljeholmen (se Liljeholmsbron).
År 1633 inleddes arbetena, och 1669 var den nya vägsträckningen helt klar då Fittja bro vid Fittjanäset färdigställdes under ledning av Erik Dahlberghs fortifikationstrupper. År 1677 lät Erik Dahlbergh även befästa området på grund av dess strategiska betydelse. Vid västra sidan om Fittja bro inrättades Fittja värdshus, som under lång tid var ett av Sveriges största gästgiverier. På Werner von Rosenfeldts karta över Stockholm från 1702 heter färdvägen "Wägen åth Södertällie och widare". Enligt Årstafruns (Märta Helena Reenstierna 1753-1841) dagbok från 1819 var den dålig vid gården Segerstorp "sandig och gnisslande" och särskild svår var den på vintern.
Även om vägen hade sina brister fick den stor betydelse som transportväg för traktens jordbruk. Längs den nya färdvägen mellan Fittja bro och Hornstull etablerade sig en lång rad torp och utgårdar, bland dem (från väst till öst) Snickarkrogen, Juringe gård, Segeltorp, Fruängens gård, Långpannan, Mellanberg, Hökmossens gård, Stensborg, Stenkrogen, Vretensborg, krogen Midsommarkransen, Grönbrink och Liljeholmens värdshus.
Åren 1922–1923 byggdes vägen till Södertälje om och fick en rakare sträckning. Arbetet var ett s.k. nödhjälpsarbete av södra Sveriges stadsarbeten, därom erinrar en minnessten vid avfarten till Sturehovs slott i Botkyrka. Cirka 1 mil längre västerut, vid Bergaholms gravfält i Salem, finns en liten bit av den gamla landsvägen kvar, en kort återvändsgata som används för parkering men som bra illustrerar hur vägen såg ut på 1920-talet innan den rätades ut.

## Gamla Södertäljevägen genom Västberga, Huddinge, Botkyrka och Salem
Genom Huddinge kommun och Segeltorp finns den gamla Södertäljevägen kvar i sin ursprungliga sträckning. Där heter den även "Gamla Södertäljevägen". Södertäljevägen var ökänt farligt för trafiken och många lastbilar hamnade i diket, särskild vintertid. Den 28 september 1946 "hetsade" kung Gustaf V sin chaufför, som  råkade köra av vägen i en kurva på gamla Södertäljevägen och hamnade med sin Cadillac V8 av 1939 års modell i ett vattenfyllt dike. Härav fick kurvan snart namnet Kungens kurva. Några år efter kungens missöde blev vägen också ersatt av stockholmstraktens första längre motorväg.
Genom bygget av motorvägen Södertäljevägen, E4/E20 på 1960-talet, är den gamla landsvägen till Södertälje ingen huvudförbindelse längre och bara en kort bit finns kvar genom Segeltorp och Fruängen. Söderut, i Kungens kurva-området, är den helt borta och i Segeltorp är den sedan 2004 avstängd för genomfartstrafik (dock ej för fordon i linjetrafik). Längre norrut slutar den i Hägersten, vid Vantörsvägen.
Söder om Kungens kurva kan man fortfarande hitta äldre, övergivna vägavsnitt av gamla Riksväg 1. Bland annat passagen över den cirka åtta meter djupa Gömmarravinen i Vårby, som kom till under mitten av 1800-talet, när vägens sträckning rätades ut. Innan dess gick vägen ner i den djupa ravinen där man fram till 2017 kunde se den gamla vägbanken med sin höga stödmur av gråsten. På 1800-talets mitt anlades vägavsnittet som helt fyller ut ravinen. Det var en för sin tid betydande stenkonstruktion som stagas upp av stora ankarjärn. Här kunde man studera tre skeden i Södertäljevägens historia intill varann: 1600-talsvägen, 1840-talsvägen och dagens motorväg. I början av år 2017 motfylldes hela konstruktionen med grov makadam på grund av rasrisk.

### Passagen över Gömmarravinen

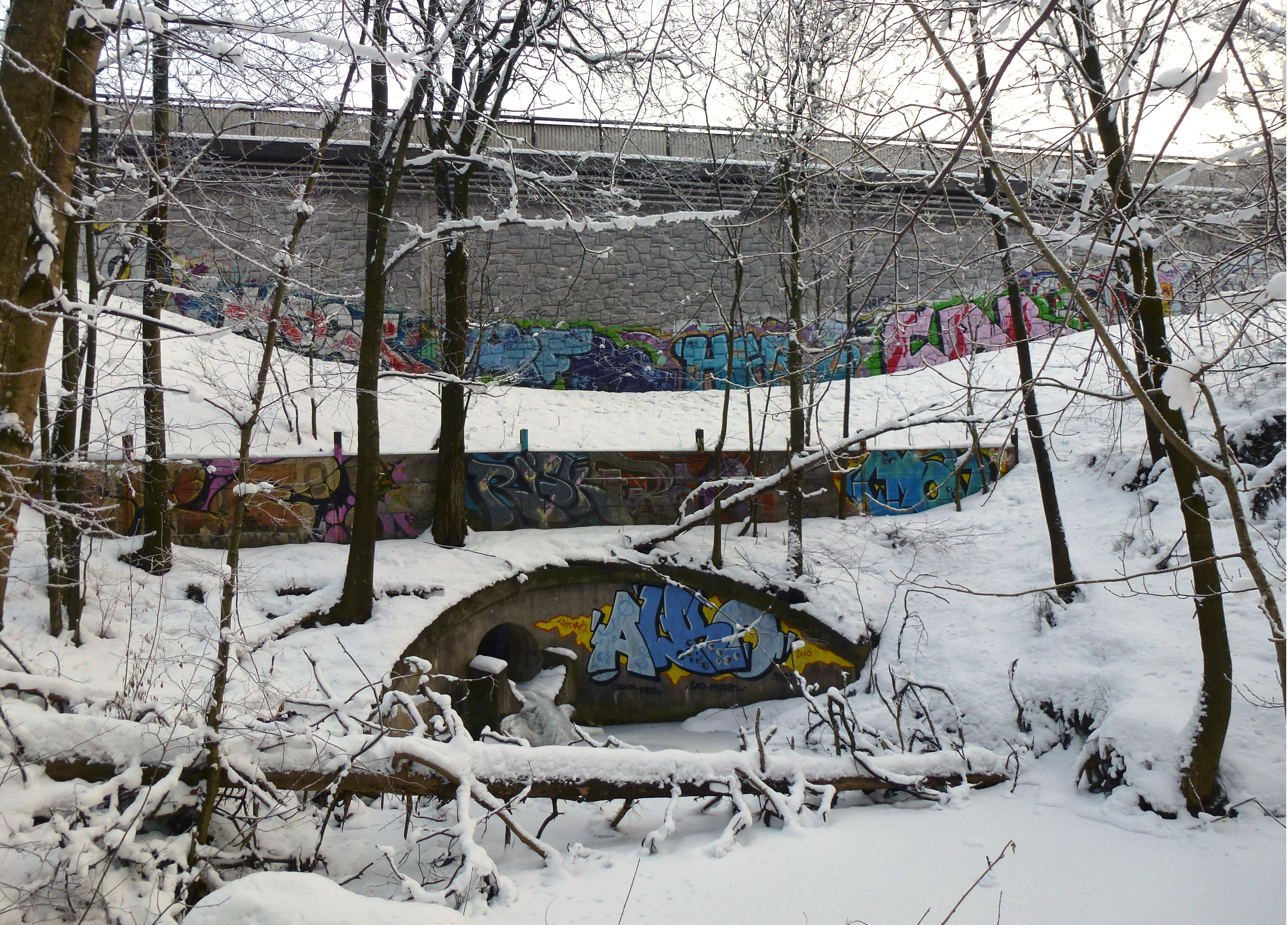
Gömmarravinen vid Vårby källa 2013.
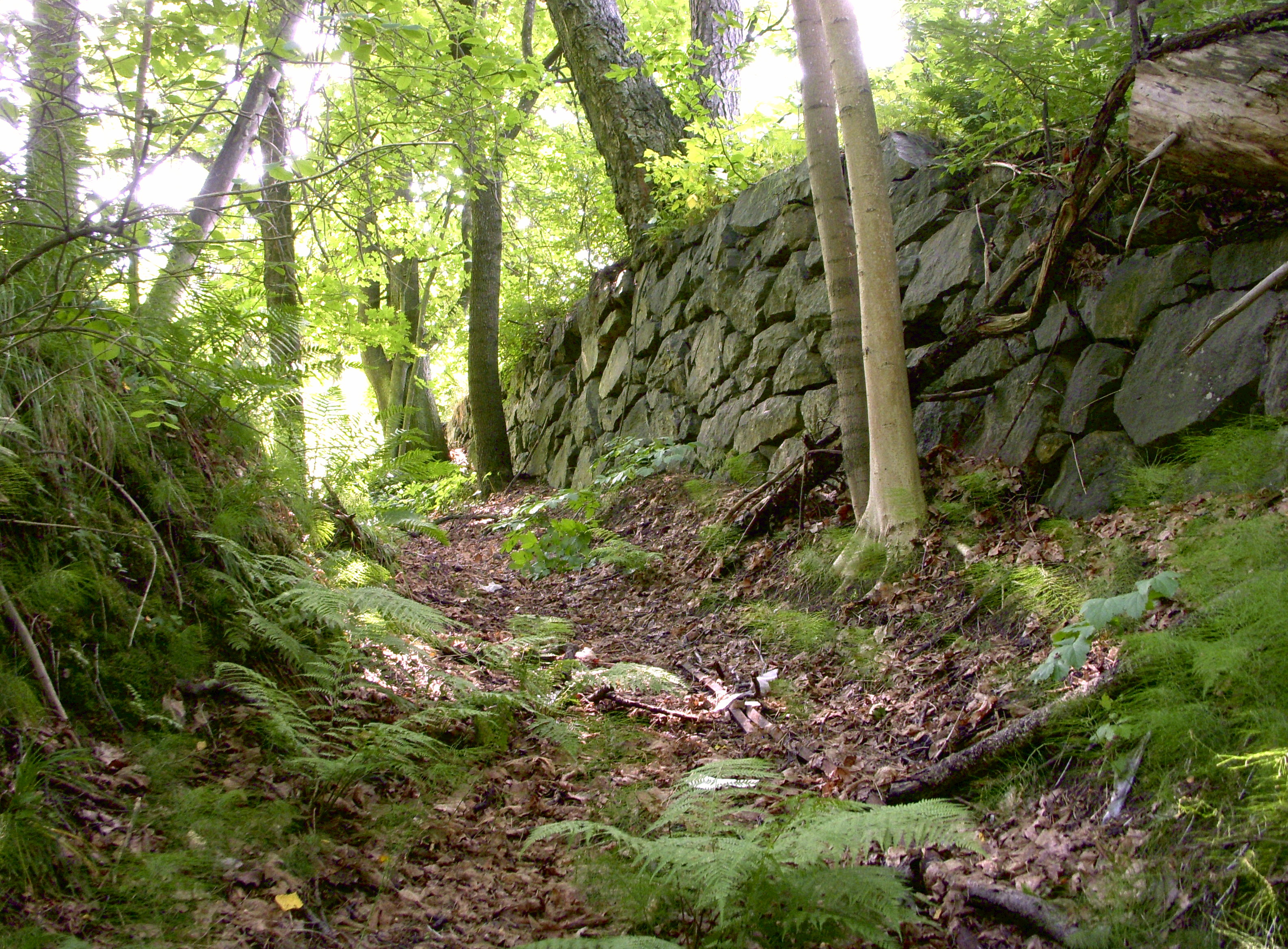
1650-talsvägen, vy västerut.
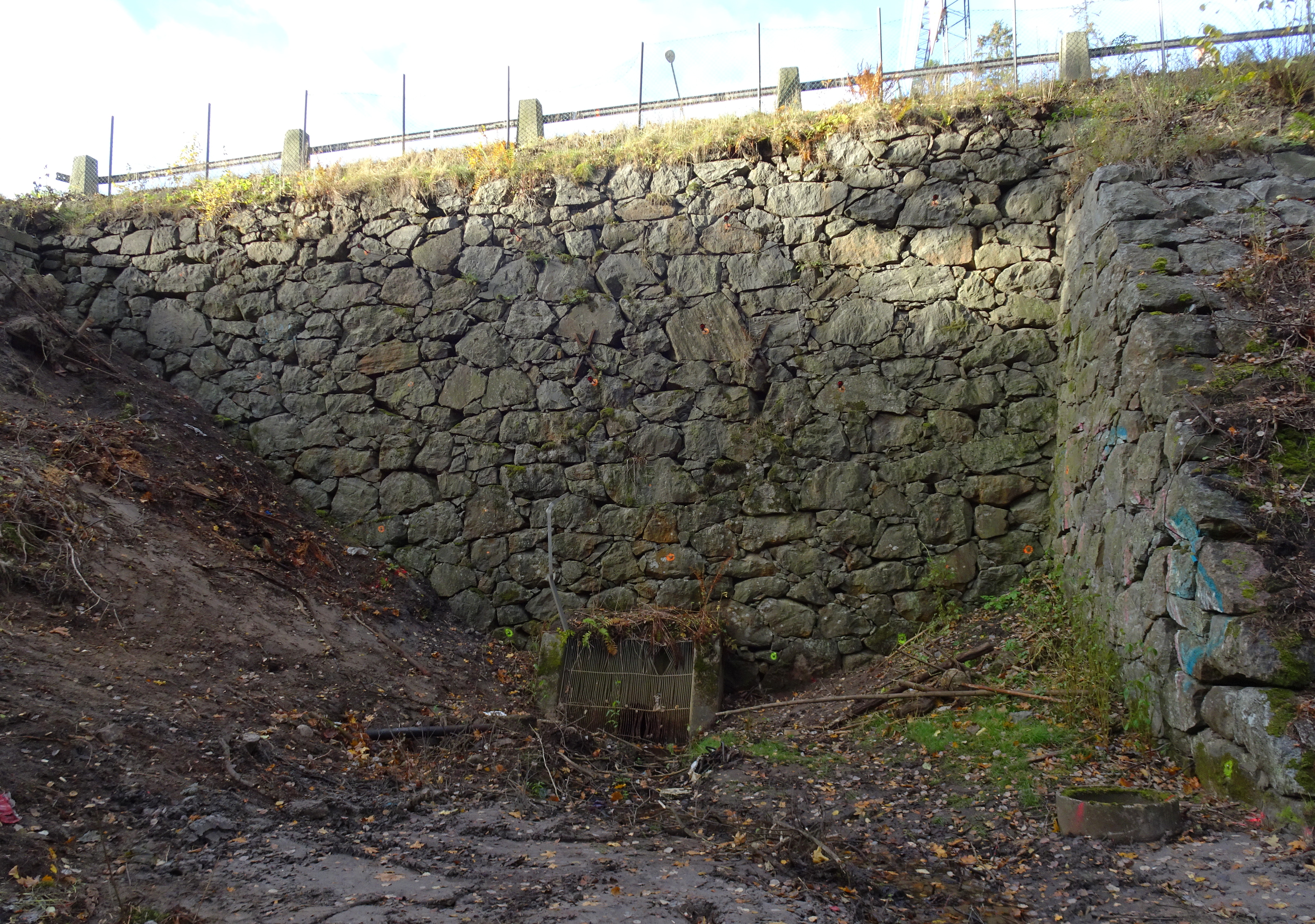
Den höga stenkonstruktionen restes vid 1800-talets mitt, sedan 2017 motfylld med makadam.
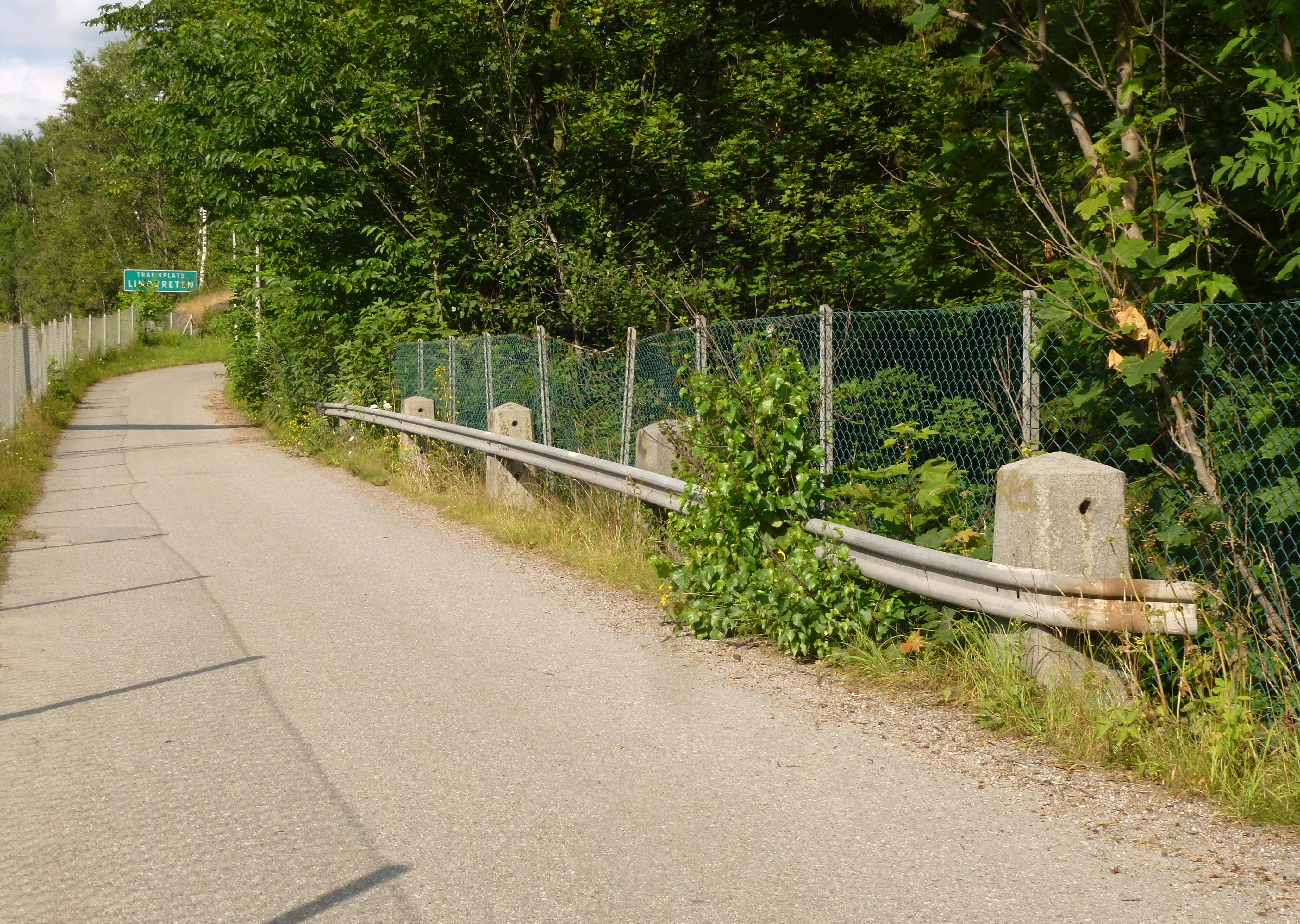
1840-talsvägen, numera gång- och cykelväg.
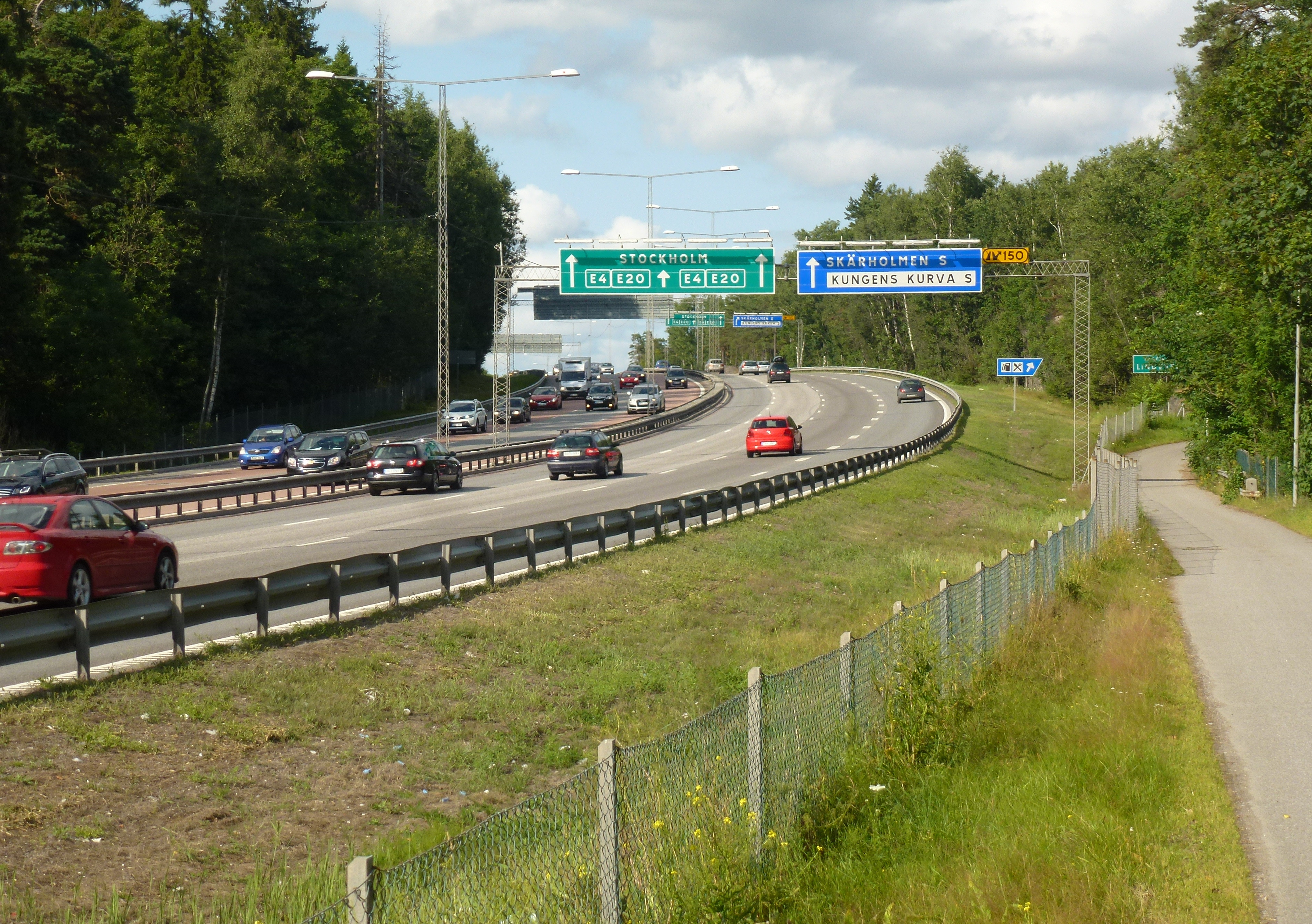
Nuvarande motorväg E4/E20, kallad Vårby backe.

När motorvägen planerades på 1950-talet som en fyrfilig väg skulle utfyllnaden över Gömmarravinen breddas och dåvarande ägaren av Vårby källa befarade att källan kunde skadas och krävde att vägen skulle ledas på en viadukt över ravinen, vilket inte hörsammades. På 1990-talet breddades vägen ytterligare, nu till sex filer. Vägavsnittet kallas även "Vårby backe".
Vid passagen över Albysjön vid Fittja lämnade vägen Huddinge kommun och fortsatte västerut förbi Botkyrka kyrka, sjön Aspen, Salems kyrka samt öster och söder om Bornsjön i Salems kommun. Här heter den numera Bergaholmsvägen. Vidare gick vägens sträckningen norr om sjön Tullan och sedan mot Södertälje. Fram till 1959 var detta även gamla Riksettans sträckning, sedan tog motorvägen E4 över trafiken.

### Historiska bilder, gamla Södertäljevägen

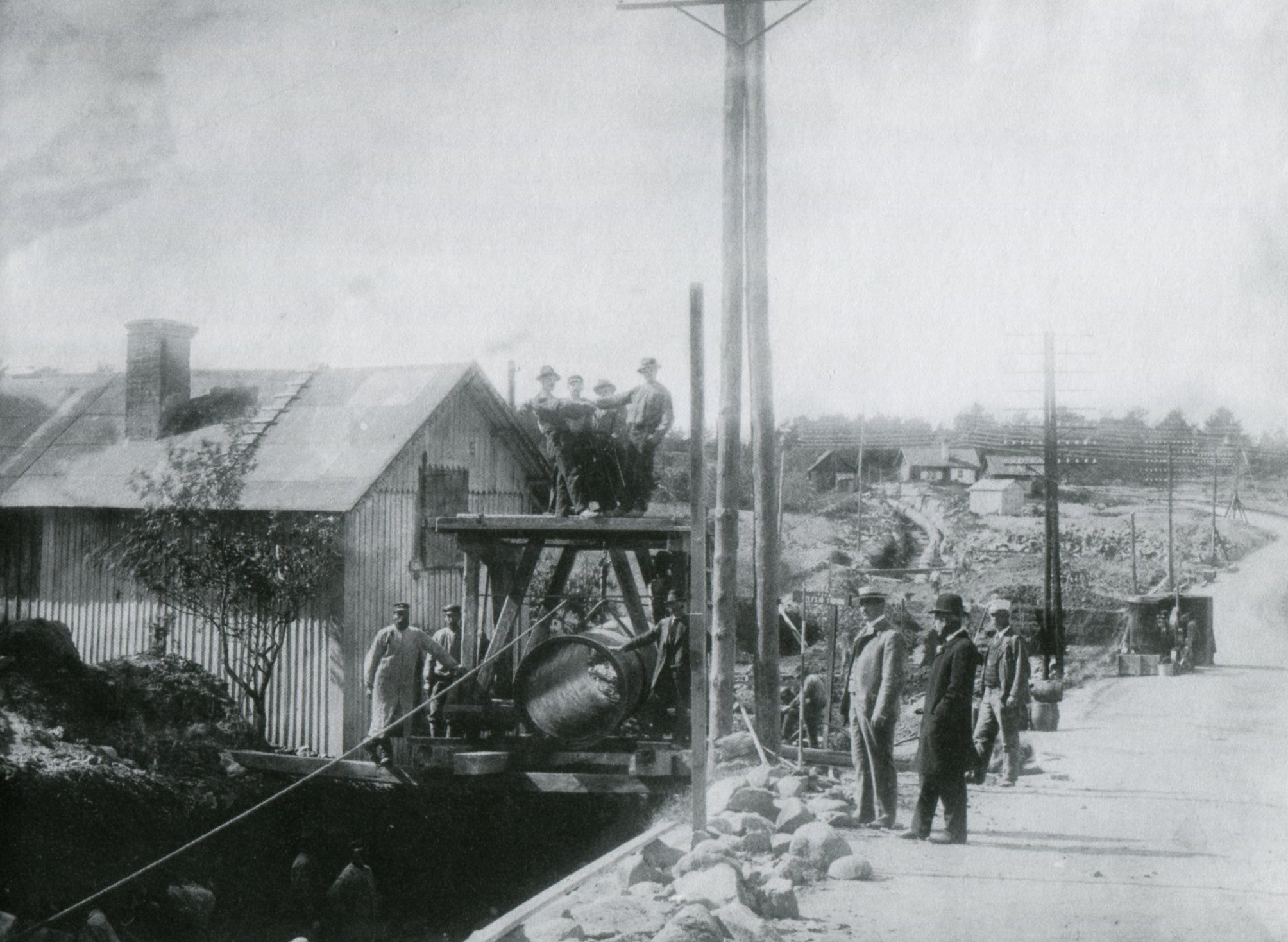
Läggning av huvudvattenledning Norsborg-Stockholm intill Södertäljevägen, 1903.
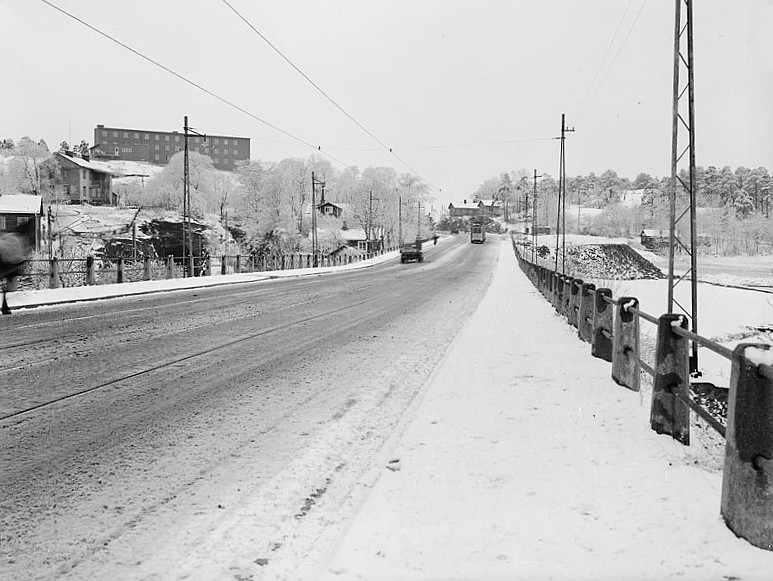
Södertäljevägen vid Midsommarkransen 1940.
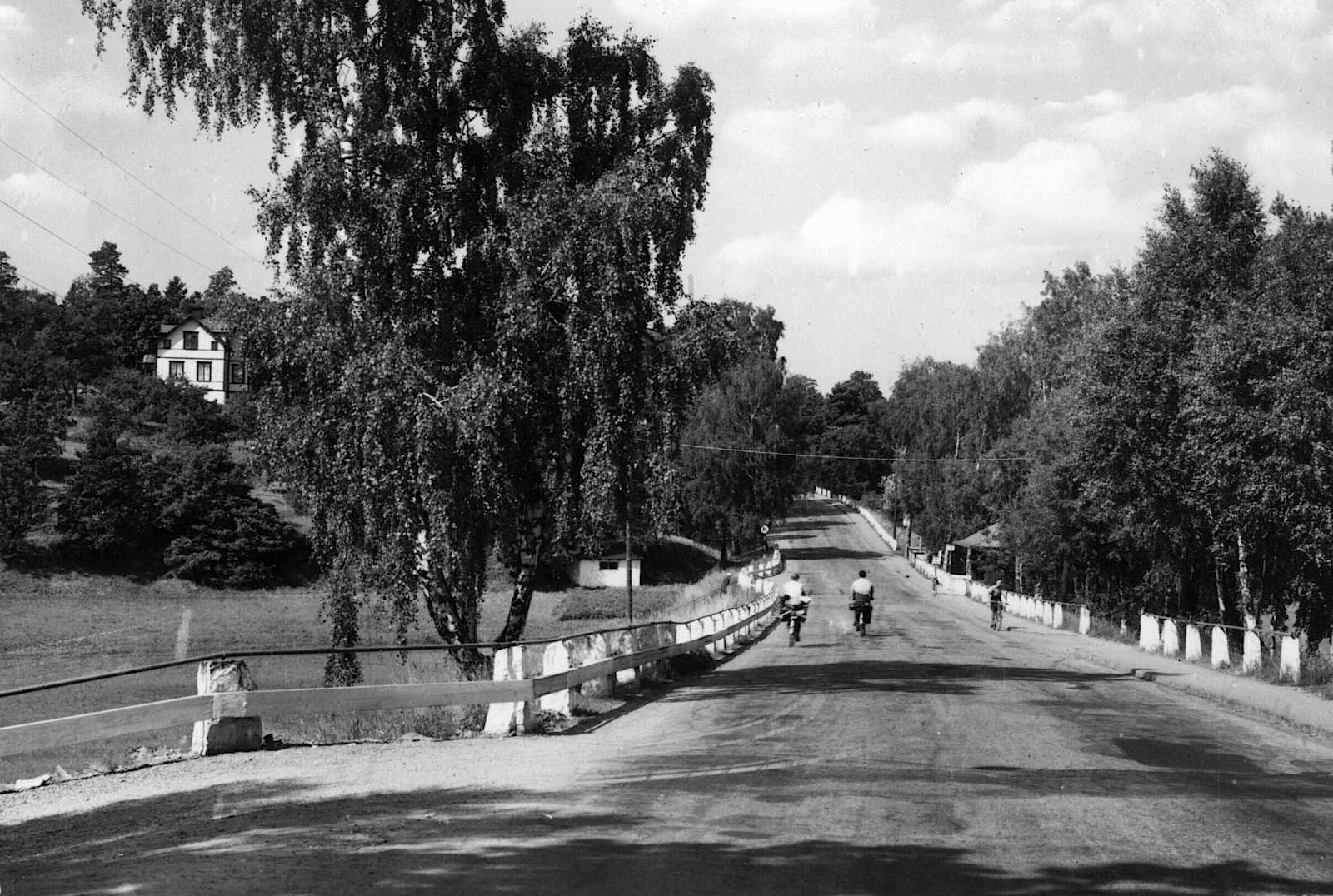
Gamla Södertäljevägen på 1940-talet, vy mot syd strax norr om Häradsvägen.
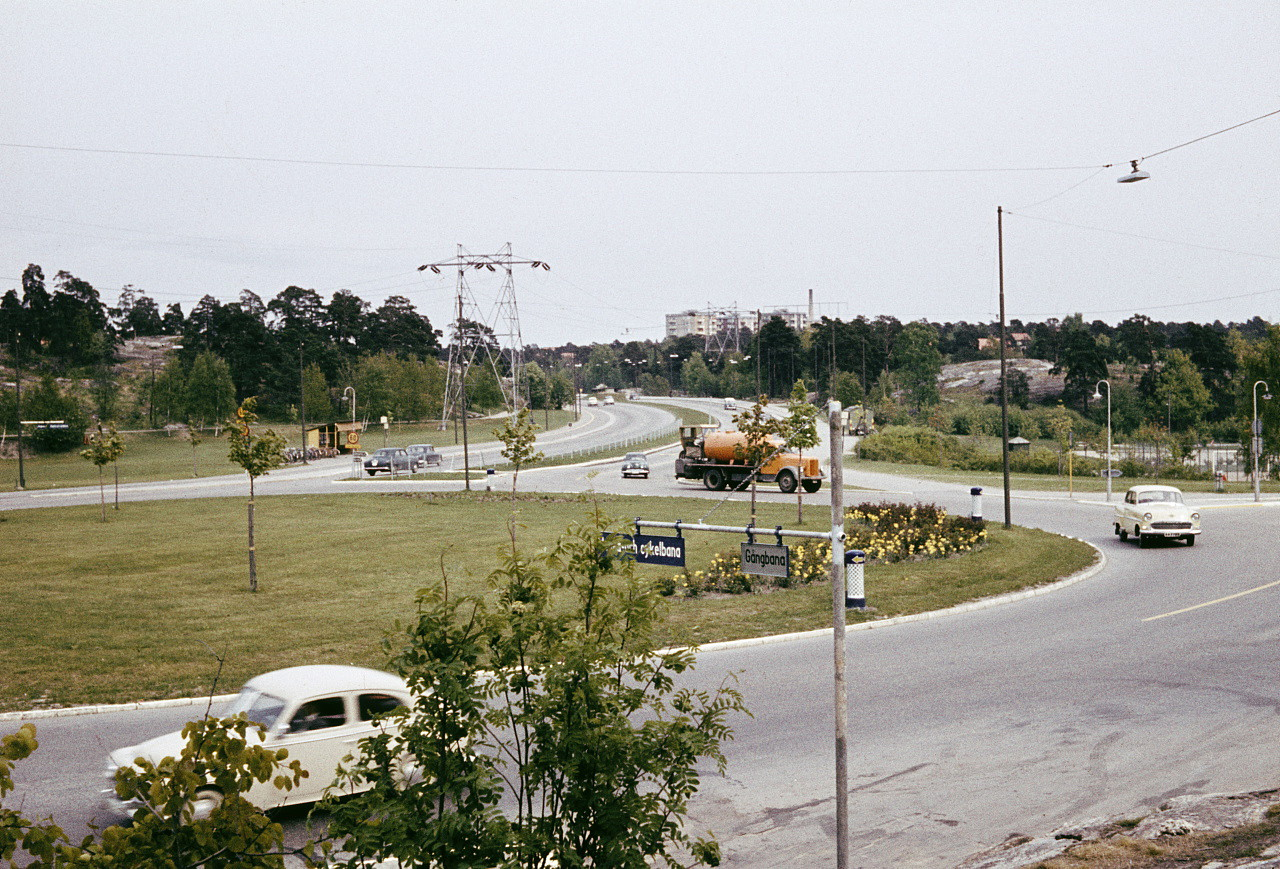
Cirkulationsplatsen vid Personnevägen 1958.
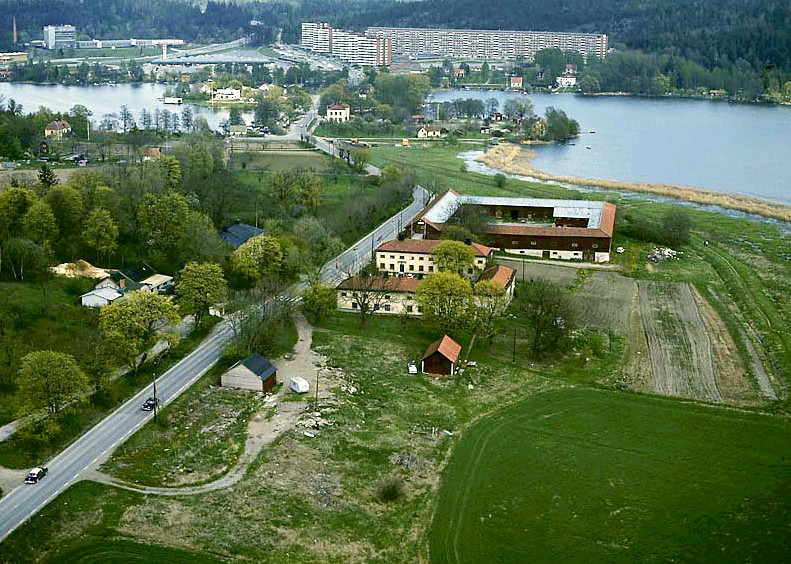
Vid Fittja gård, 1967

### Nutida bilder, gamla Södertäljevägen

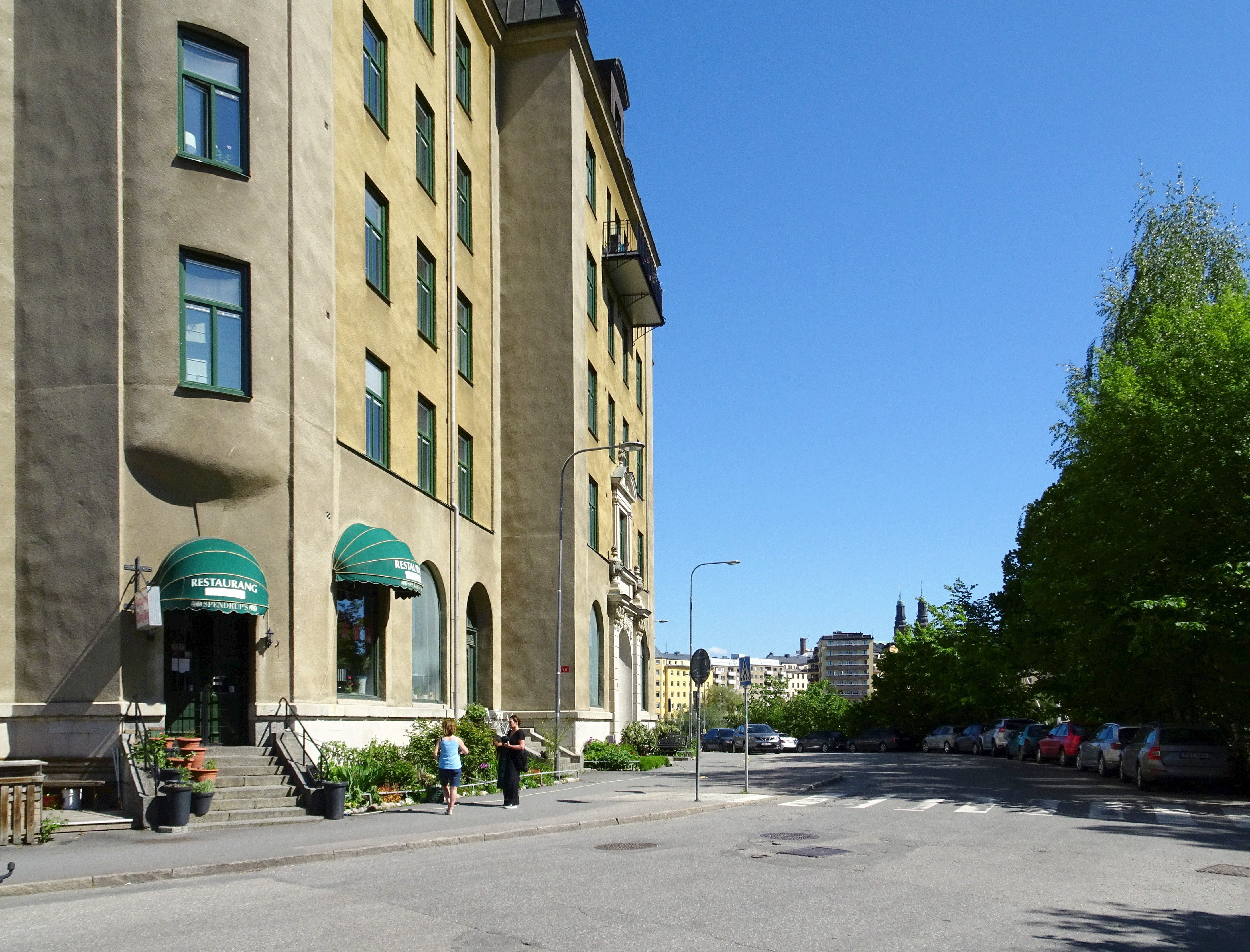
Södertäljevägen (nuv. Liljeholmsvägen) vid före detta Liljeholmens municipalhus
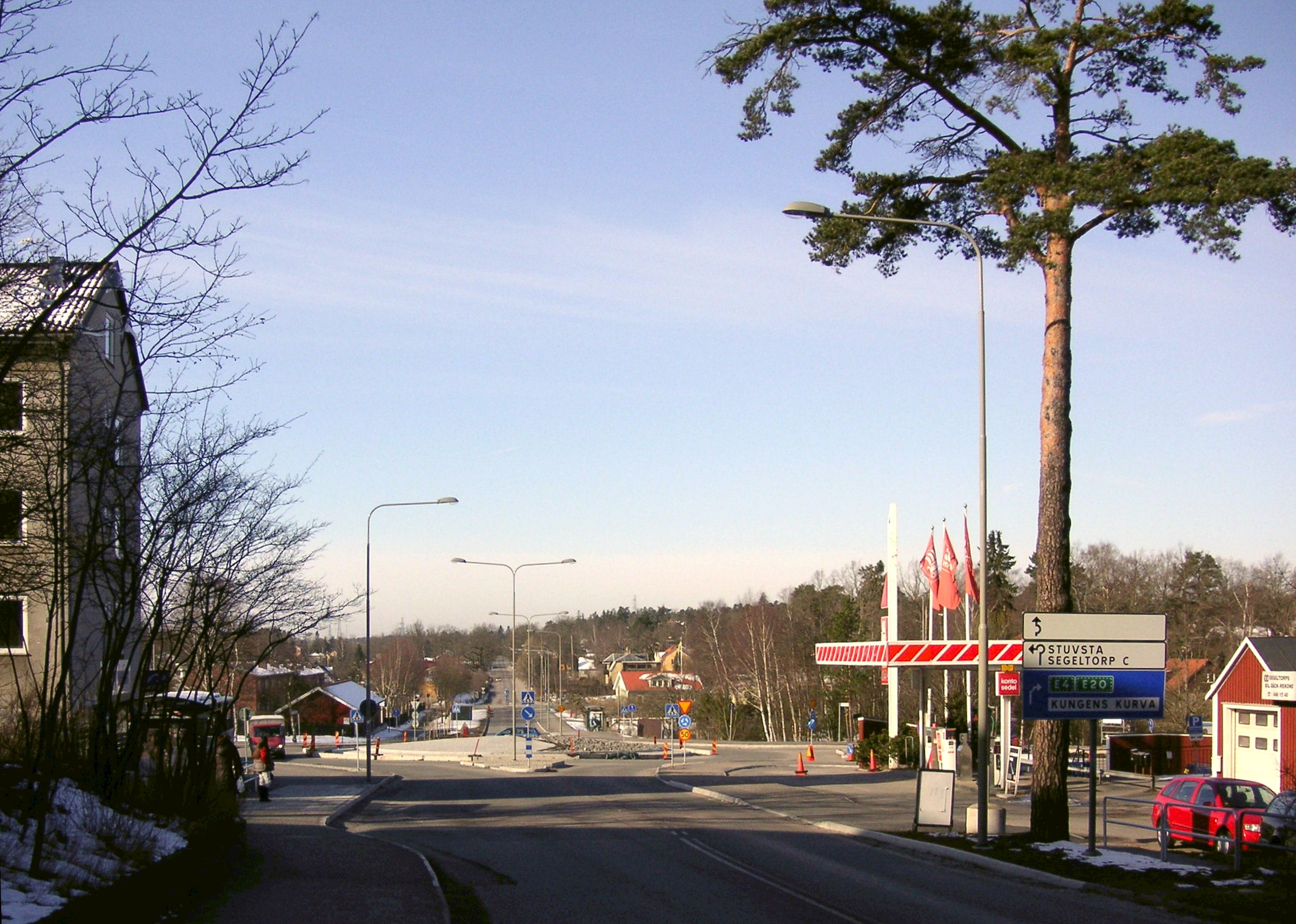
Vid Häradsvägen, vy mot syd, bensinmacken lades ner år 2010
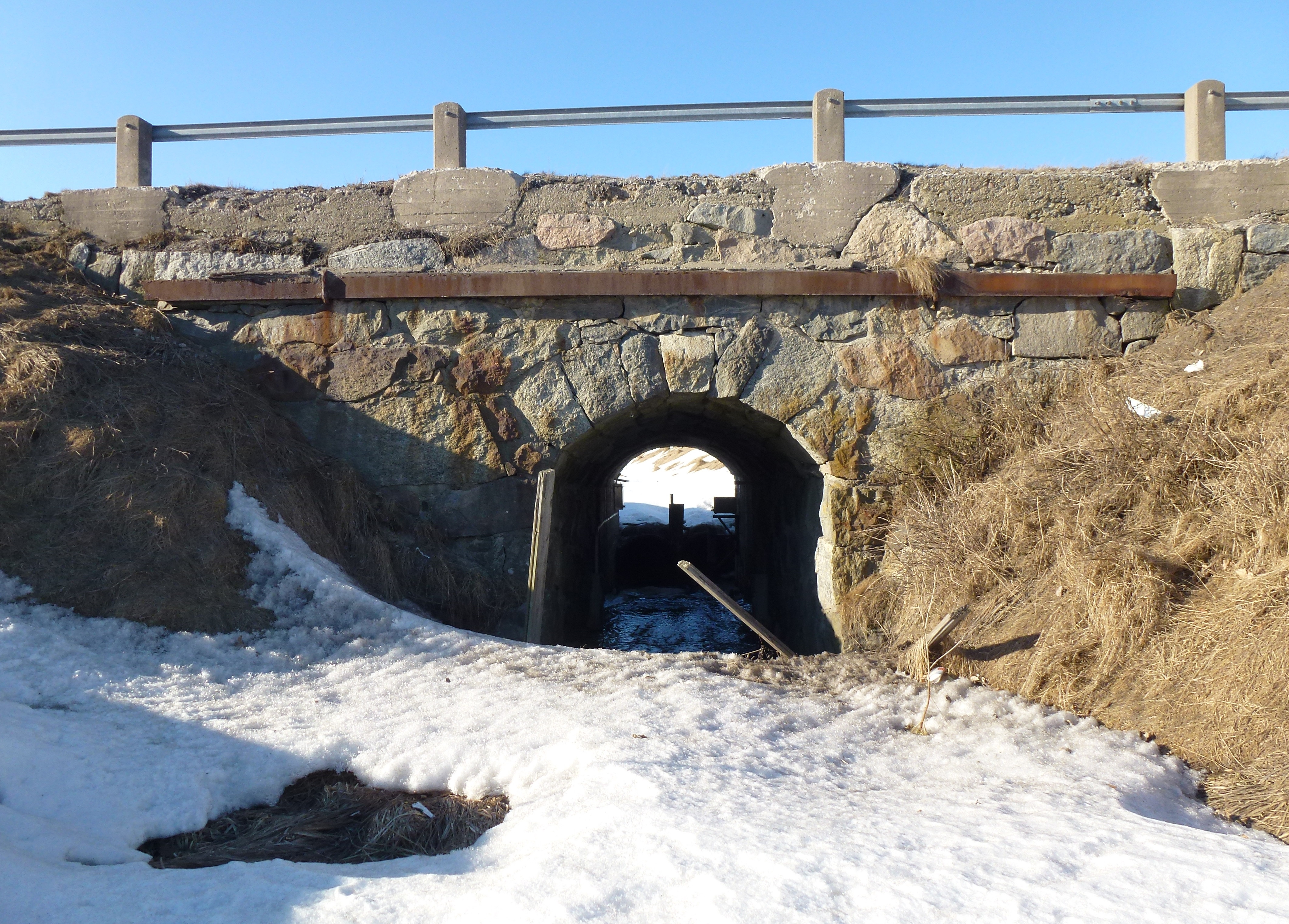
Äldre stenvalvsbro "Kvarnbron" vid Bergaholms gård
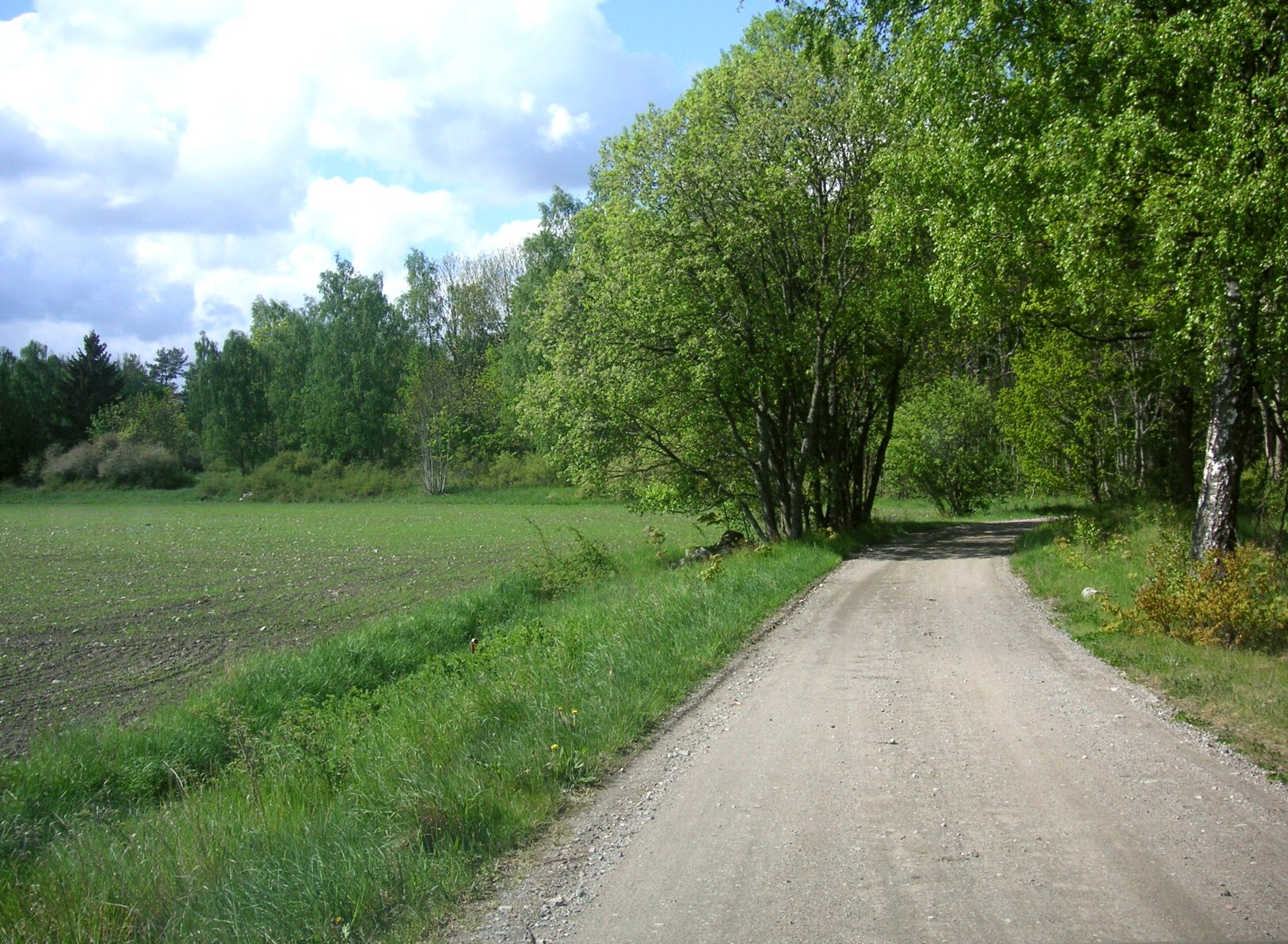
I Salems kommun finns äldre, övergivna delar kvar
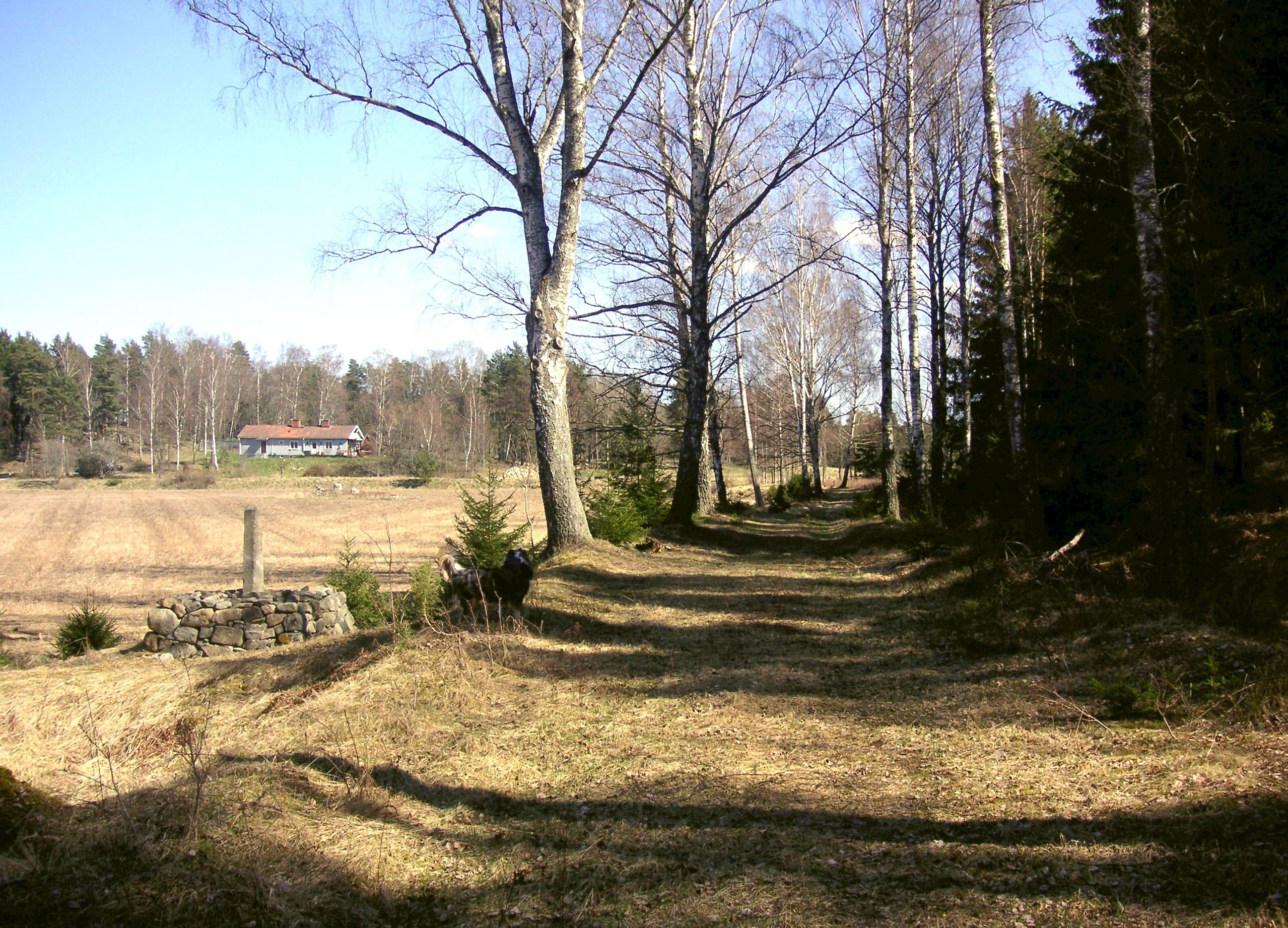
En övergiven bit av vägen vid sjön Tullan, t.v. står milstolpen

## Dagens Södertäljevägen (motorvägen)

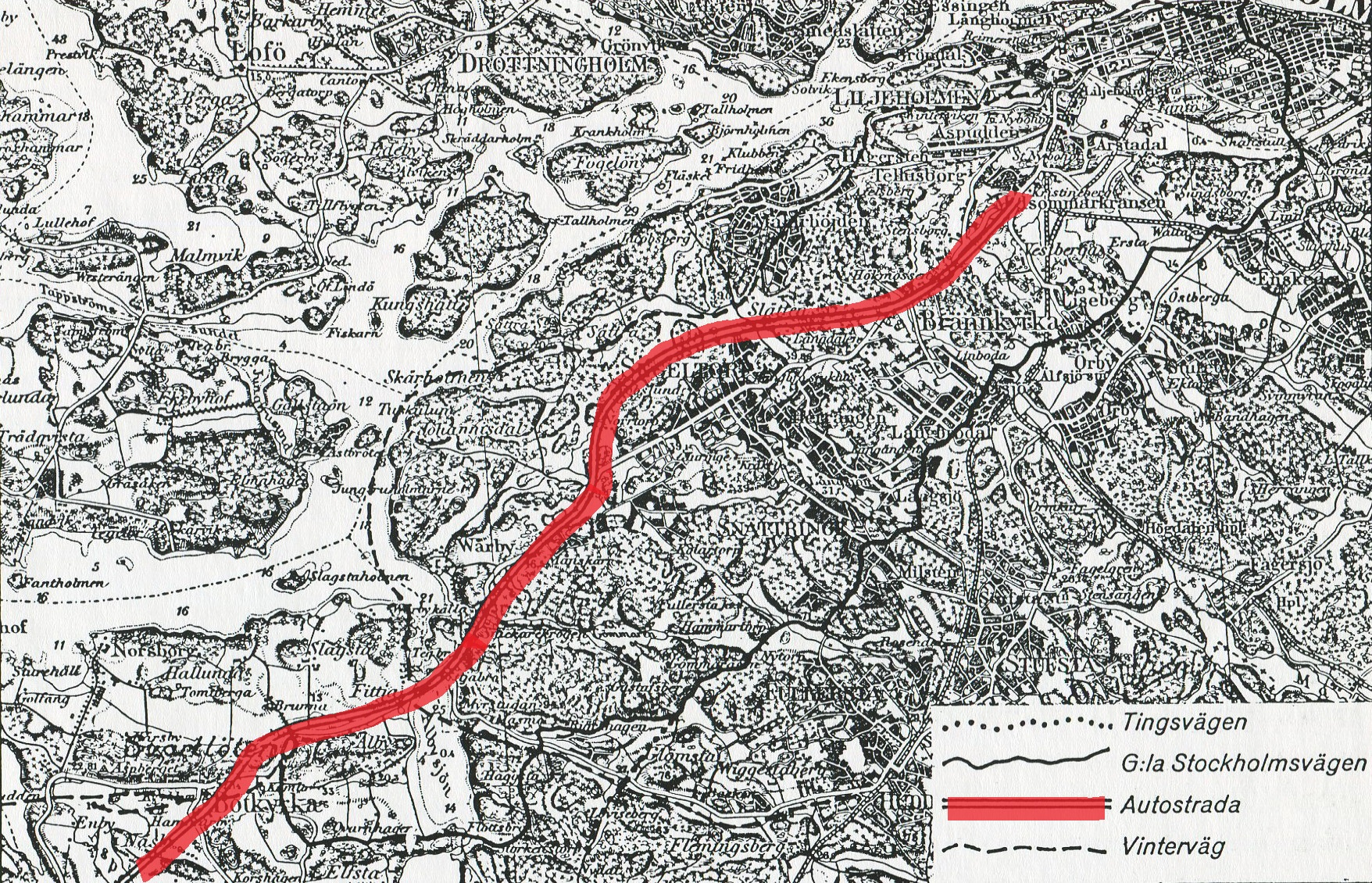
"Autostrada" (framtida motorvägen) enligt en planering från 1938.

När Södertäljevägen övertogs av gatunämnden 1920 hade den ungefär samma sträckning och utseende som 250 år tidigare. På grund av den alltmer ökande fordonstrafiken utfördes på 1920- och 1930-talen mindre förbättringar i form av breddningar, rakare vägföring och asfaltbeläggningar. Några mera omfattande förändringar gick inte att genomföra, eftersom Stockholm inte ägde marken längs vägen.
Genom inköp av egendomen Västberga 1935 blev det möjligt att göra en mera genomgripande omläggning av Södertäljevägen från Midsommarkransen till stadsgränsen i söder. Redan 1938 redovisades en framtida motorväg (då kallad "autostrada") mellan Midsommarkransen och Botkyrka, som i stort sett motsvarade dagens sträckning av E4/E20.
Under tiden fram till andra världskriget fullbordades ombyggnaden huvudsakligen till Liljeholmsplan. Efter kriget upptogs vägarbetena igen och vid korsningen med Personnevägen byggdes en stor cirkulationsplats. 1953 var hela sträckan till nuvarande Kungens kurva färdigt utbyggd som en huvudtrafikled med 7,5 meter breda, tvåfältiga körbanor i varje riktning och en 5 meter bred mittremsa däremellan.
I mars 1957 invigdes Gyllene ratten, som var ett av Sveriges första motell efter amerikansk förebild. Gyllene ratten låg vid Södertäljevägen (nuvarande E4/E20, trafikplats Bredäng) i Fruängen. Motellet revs 50 år senare. Det var påkostat på olika sätt. Inredningen hämtades från Nordiska Kompaniet och var innovativ med till exempel inbyggda radioapparater och heltäckningsmattor. Man serverade tidigt både pommes frites och béarnaisesås här, och i början hade man kvällsunderhållning. På platsen finns idag ett hyrlager.
Södertäljevägens gamla sträckning blev kvar som lokalgata och fick namnet “Gamla Södertäljevägen”. I samband med Essingeledens tillkomst under början av 1960-talet byggdes Södertäljevägen om till stadsmotorväg och vid Midsommarkransen fördes sedan 1966 huvudtrafiken på den nyinvigda Essingeleden i en nordvästlig sväng över Essingeöarna och genom Fredhällstunneln förbi stadens västra sida.
Dagens Södertäljevägen norr om Kungens kurva är ett mycket hårt belastat vägavsnitt med uppemot 160 000 fordon en vanlig vardag. För att avlasta Södertäljevägen samt Essingeleden planeras Förbifart Stockholm, som skall föra genomgångstrafiken från Kungens kurva i tunnel under Mälaren, Lovön, Grimsta och fram till E4 i Häggvik.

### Bilder, nuvarande Södertäljevägen (motorvägen E4/E20)

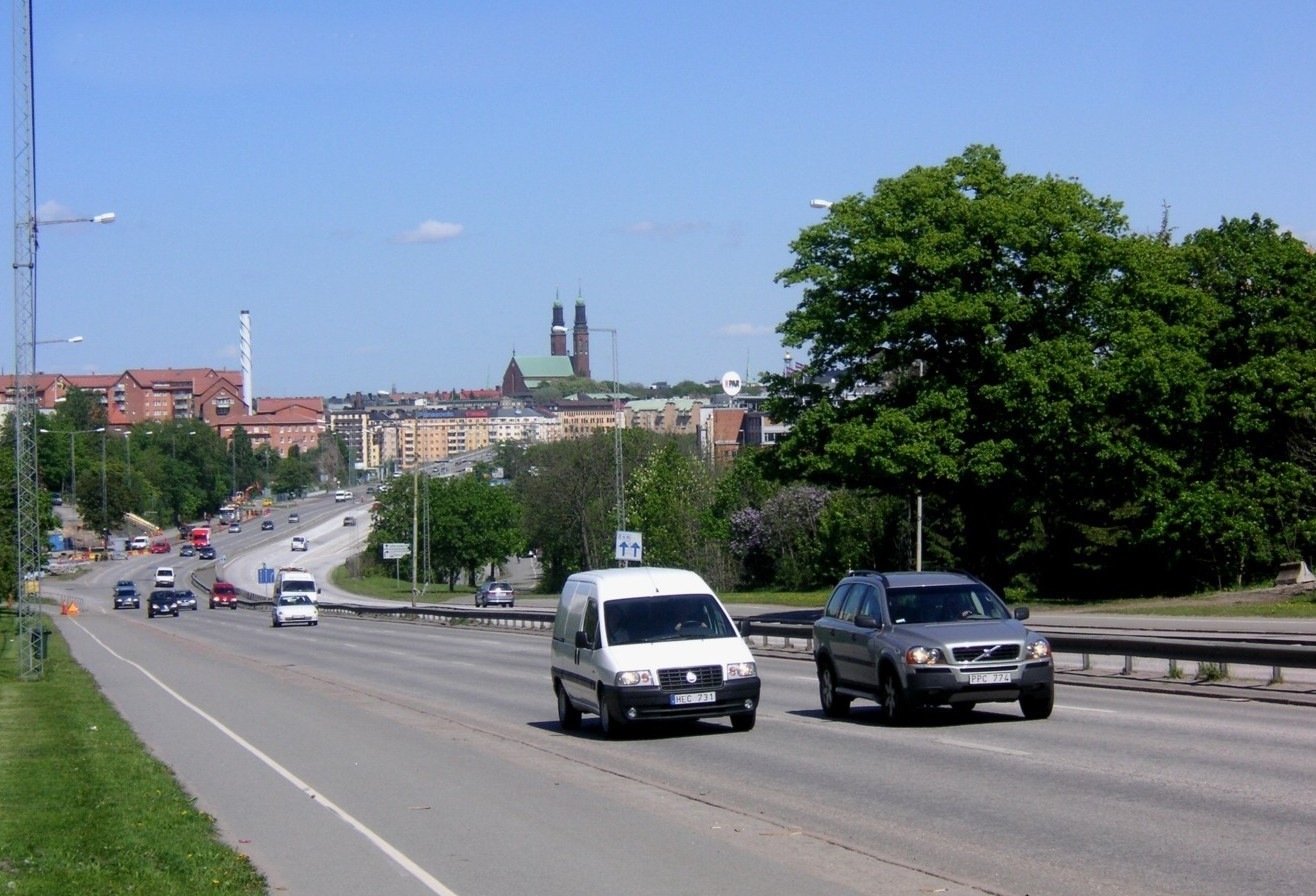
Södertäljevägen, vy mot Liljeholmsbron, 2007
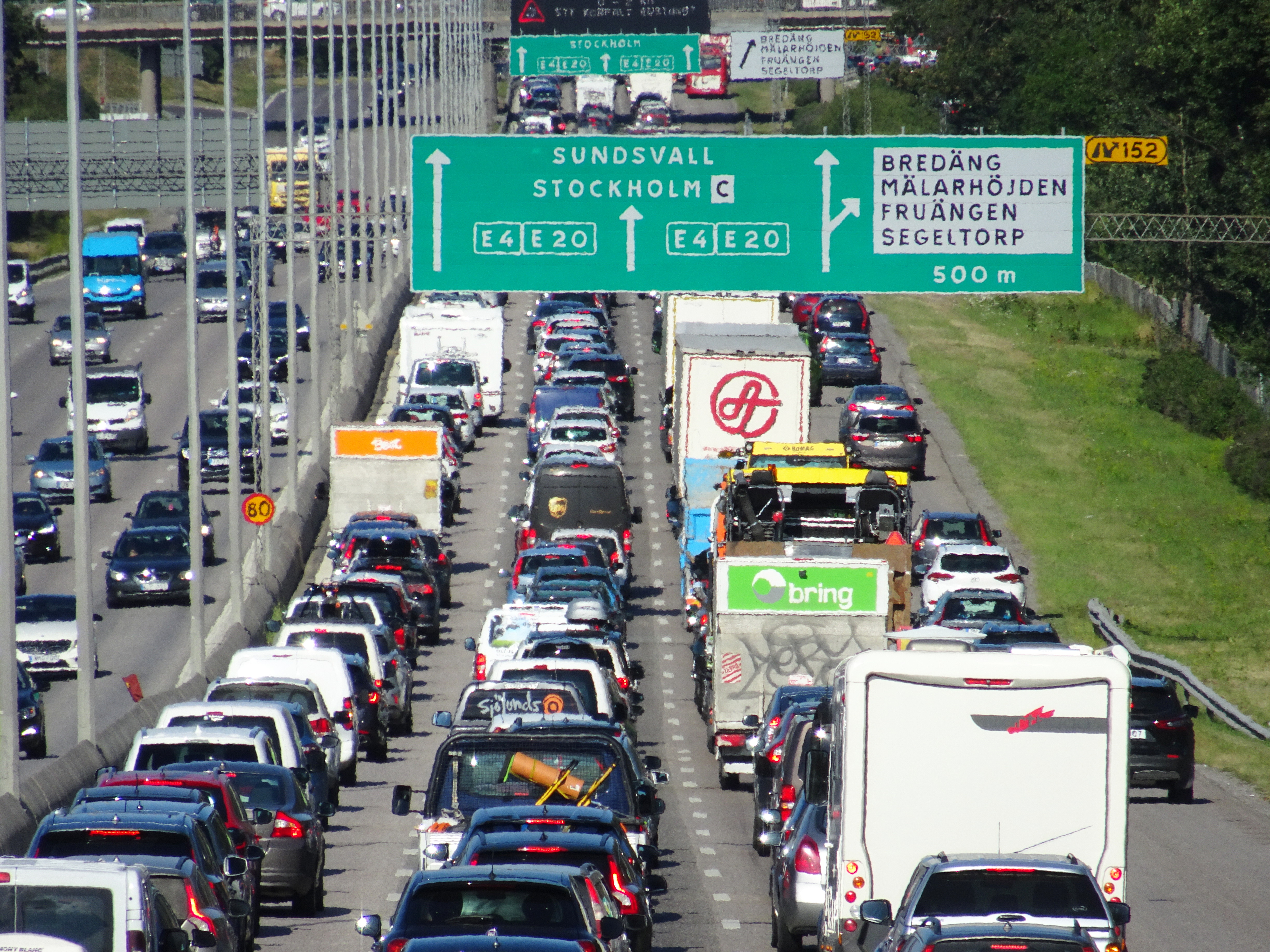
Södertäljevägen i rusningstrafik, vy mot Stockholm juli 2017
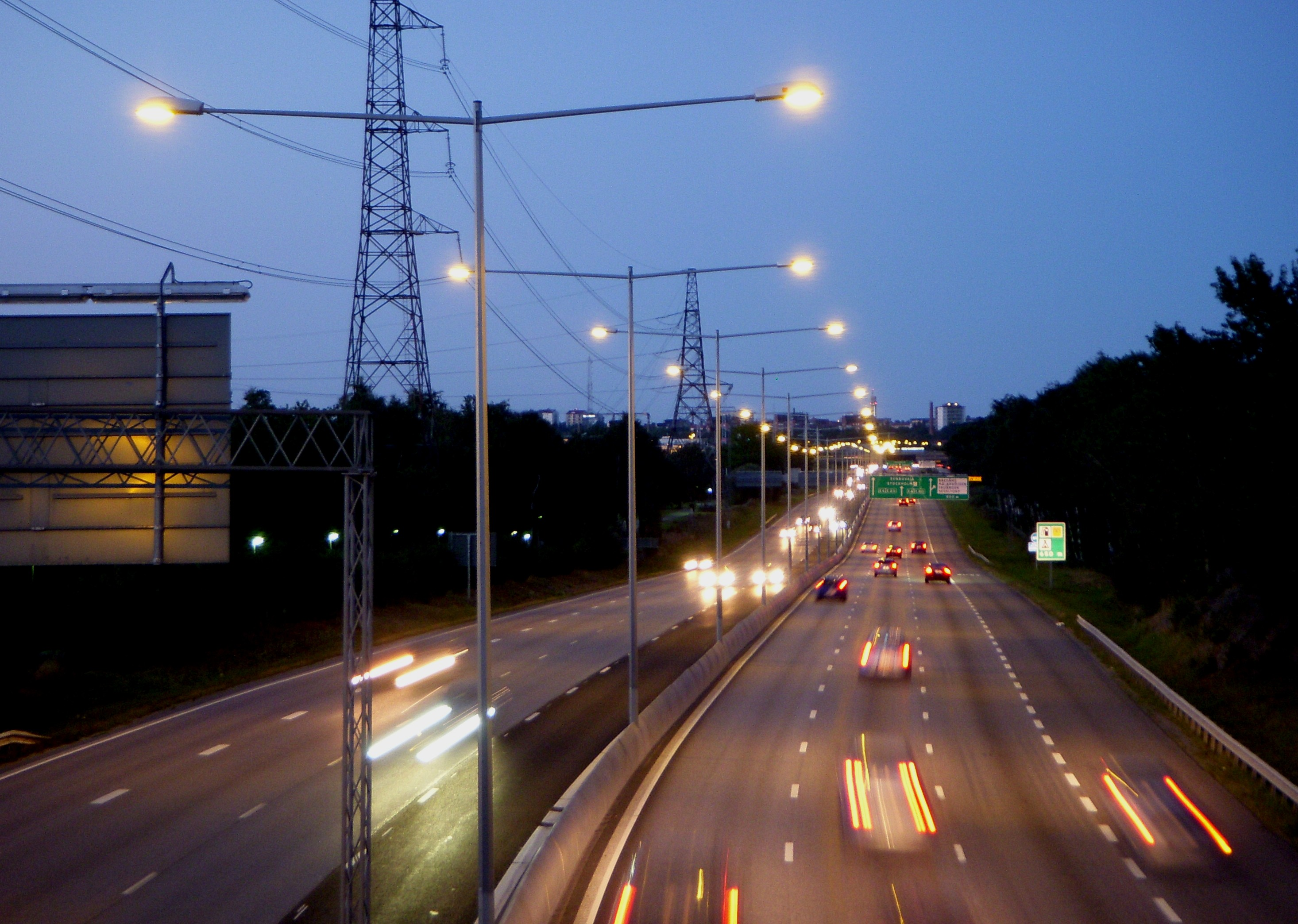
Gatubelysning vid trafikplats Bredäng, 2011
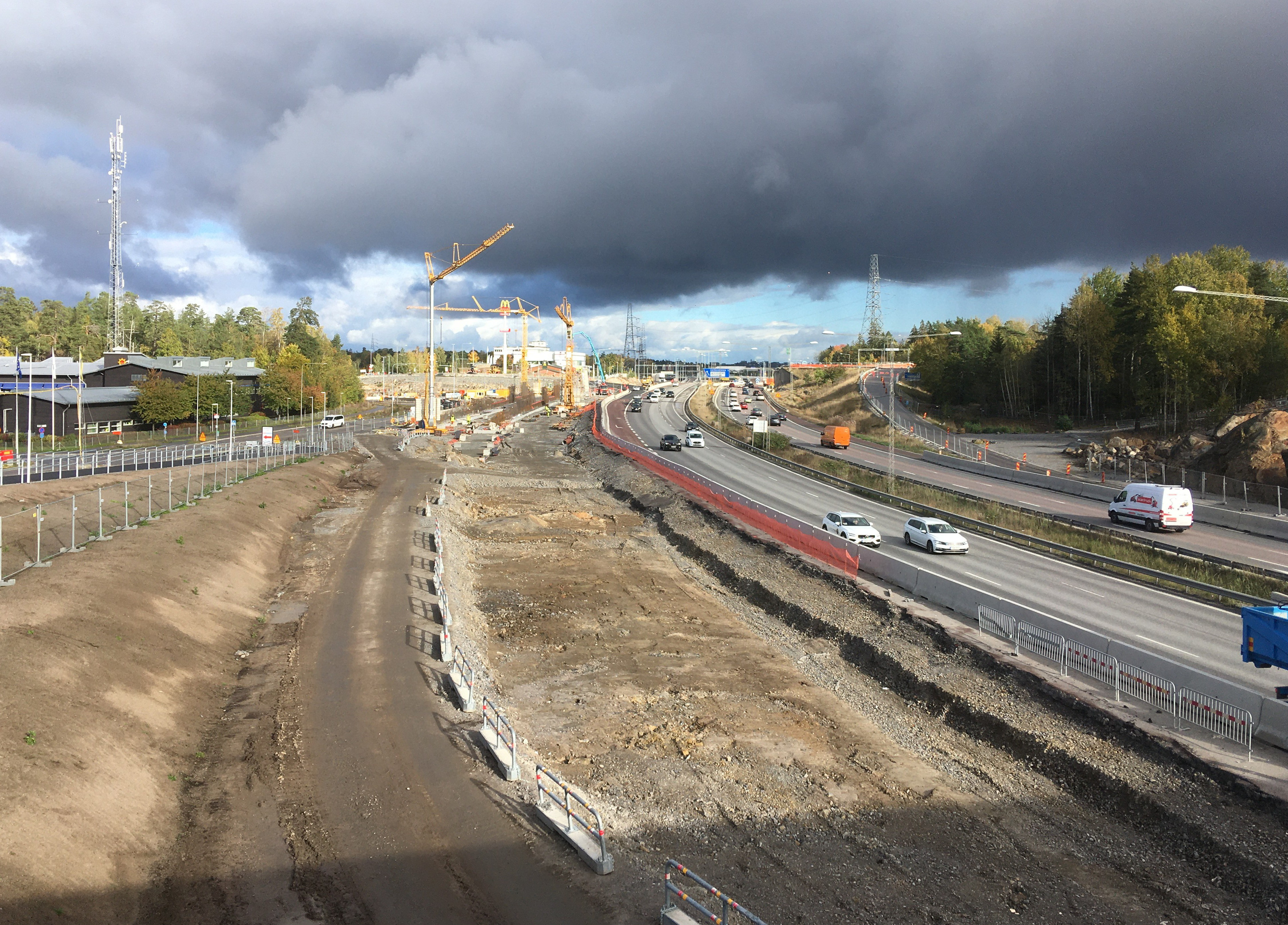
Södertäljevägen och byggarbeten för Förbifart Stockholm, 2020.
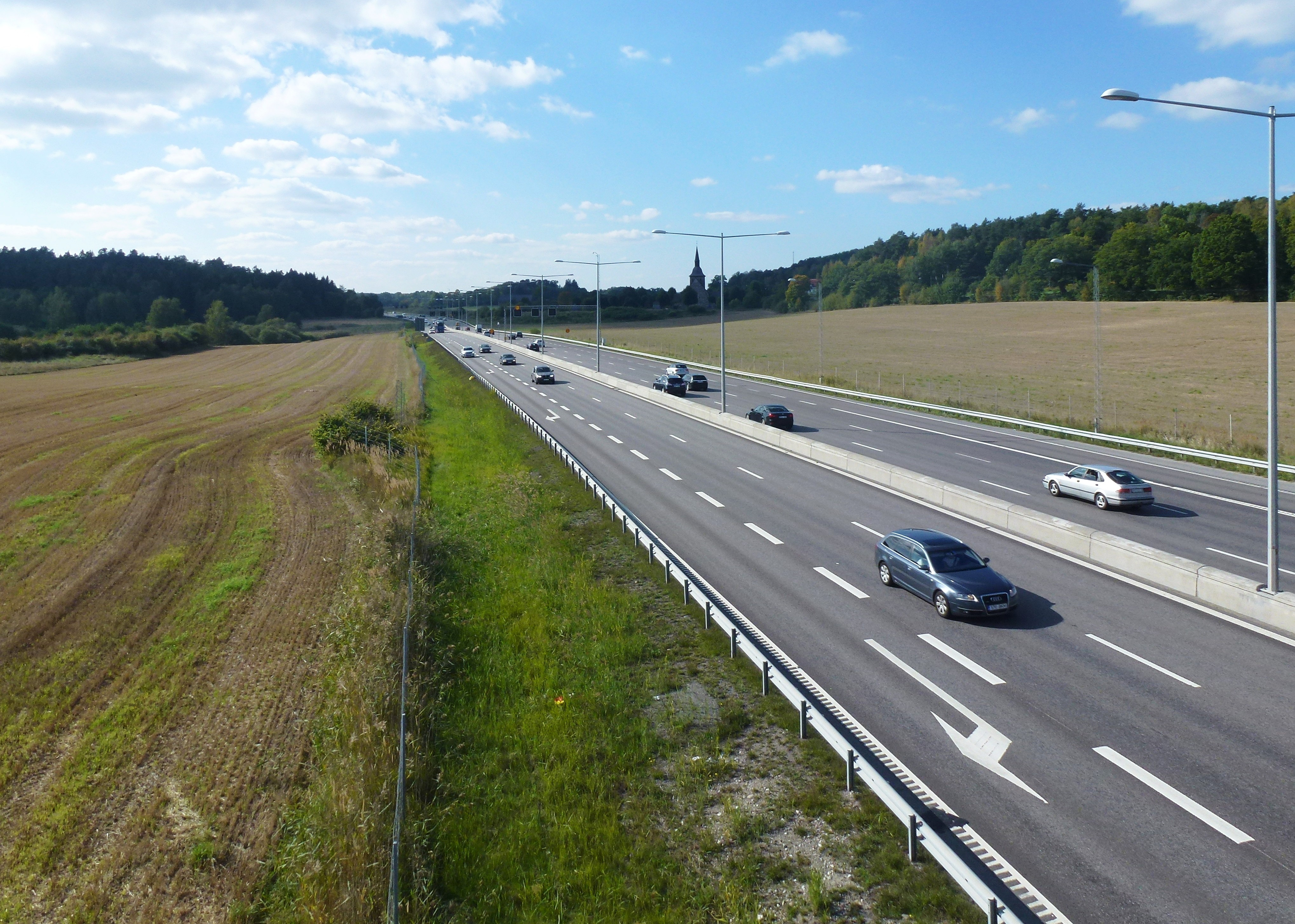
Södertäljevägen västerut vid Botkyrka 2014

## Milstolpar längs landsvägen till Södertälje
Gästgivarordningen 1649 påbjöd att alla allmänna vägar uppmättes och försågs med milstolpar. Vägen från Stockholm till Södertälje mättes 1651 och fick enkla milstolpar av trä varje fjärdedels mil. 
1722 utfördes en ny vägmätning och nya milstolpar av trä sattes upp. I mitten på 1700-talet "stenades" vägen, d.v.s. milstolpar av sten sattes upp. 1 mil var då lika med 10.689 meter (= en Upplandsmil). Mätningen utgick alltid från Stockholms slott. Landshövding Theodor Ankarcrona bekostade omkring 1750 nya helmilstenar. År 1777 (under landshövding Jacob Johan Gyllenborg) kom även halv- och kvartmilsstolpar på plats. Med hjälp av bevarade milstolpar längs Södertäljevägen är det lätt att följa färdvägens ursprungliga sträckning. 
| Bild | Avstånd                | Beskrivning |
| ---- | ---------------------- | --- |
|      | 1/4                    | Den första kvarvarande milstolpen (1/4 mil, en fjärdingsväg) räknad ifrån Stockholm återfinns i Fruängen vid dagens Mickelsbergsvägen, som är en del av den tidigare Södertäljevägen. Stenen är 150 cm hög och är 15 cm tjock vid basen. 59°17′12″N 17°58′45″Ö / 59.28667°N 17.97917°Ö |
|      | 1 MIL IFRÅN STOCK HOLM | En helmilstolpe med texten "1 MIL IFRÅN STOCKHOLM - ANCARCRONA LANDSHÖFDINGE" uppsattes vid hörnet Gamla Södertäljevägen/Skansbergsvägen i Segeltorp. En liten felskrivning finns i Ankarcronas namn (första "N" är spegelvänt) på Segeltorpstenen, men är korrekt återgiven på de båda andra helmilsstenarna. Stenen är 141 cm hög och 22 cm tjock vid basen. 59°16′39″N 17°56′04″Ö / 59.27750°N 17.93444°Ö |
|      | 1/4                    | Ytterligare en kvartsmilstolpe står intill Södertäljevägen (nuvarande motorvägen E4/E20) vid Lindvreten, här fanns en gång i tiden Vårby skola med skolverksamhet mellan 1901 och 1942. Idag ligger här McDonalds svenska huvudkontor. Stenen är 130 cm hög och cirka 53 cm bred vid basen. 59°15′57″N 17°54′01″Ö / 59.26583°N 17.90028°Ö |
|      | 1/2                    | En halvmilstolpe står strax söder om Fittjanäset. Här gick Södertäljevägen över bron mellan Vårbyfjärden och Albysjön. Stenen restes på 1770-talet genom landshövding Jacob Johan Gyllenborg. Hans namn J.J. GYLLENBORG återfinns på stenen. Den är av vit kalksten, 110 cm hög och 50 x 20 cm vid basen. 59°14′58″N 17°52′10″Ö / 59.24944°N 17.86944°Ö |
|      | 1/4                    | En kvartsmilstolpe fanns strax öster om Botkyrka kyrka (bilden visar en rekonstruktion). Stenen var av granit, 100 cm hög och 50 x 16 cm vid basen. I samband med ett vägarbete omhändertogs milstolparna (RAÄ 91 och 251) i december 1970 enligt överenskommelse med antikvarie D. Daurell. Vid besiktning i maj 1981 kunde inga spår av milstolpen eller eventuell fundament iakttagas på platsen. 59°14′27″N 17°49′41″Ö / 59.24083°N 17.82806°Ö                                                                |
|      | 2 MIL IFRÅN STOCK HOLM | Vid avfarten till Norsborgs vattenverk och Sturehovs slott finns nästa helmilstolpe med texten "2 MIL IFRÅN STOCKHOLM - ANCARCRONA LANDSHÖFDINGE". Vägen heter numera Sankt Botvids väg. Stenen är av granit, 140 cm hög och mäter 50 x 20 cm vid basen. 59°14′31″N 17°47′14″Ö / 59.24194°N 17.78722°Ö |
|      | 1/2                    | Strax väster om Fågelsta gård, intill nuvarande Bergaholmsvägen återfinns ytterligare en halvmilstolpe med J.J. Gyllenborgs namn. Stenen är av sandsten, 127 cm hög och mäter 54 x 16 cm vid basen. 59°13′18″N 17°44′42″Ö / 59.22167°N 17.74500°Ö |
|      | 1/4                    | Milstenen nedanför Bergaholms gård restes år 1765, inskriptionen lyder: ”Uprest af Bergaholms egare C.J.C:E.M.L. 1765”. C.J.C. står för Carl Johan Cronstedt och E.M.L. för dennes maka Eva Margareta Lagerberg. Cronstedt var arkitekt och bl.a. verksam vid slottsbygget i Stockholm. Han räknas även som uppfinnare av den svenska kakelugnen. Stenen är av grå granit, cirka 104 cm hög och mäter cirka 50 x 20 cm vid basen. 59°13′57″N 17°42′23″Ö / 59.23250°N 17.70639°Ö                                   |
|      | 3 MIL IFRÅN STOCK HOLM | Vid sjön Tullan är en liten bit av den gamla vägsträckan bevarad och där finns den tredje milstolpen av samma typ. Texten lyder: "3 MIL IFRÅN STOCKHOLM - ANCARCRONA LANDSHÖFDINGE" ; även den är uppsatt kring 1750. Texten är ristat av en stenhuggare med initialer NB, detta kunde konstateras vid renoveringen av milstenen vid Tullan 2004. Initialen ligger dold under stenpackningen. Stenen är av grå sandsten, 140 cm hög och mäter 50 x 17 cm vid basen. 59°13′12″N 17°40′21″Ö / 59.22000°N 17.67250°Ö |

## Ballongbild från 1898
| Stockholm från sydväst från 1000 meters höjd år 1898. Den vita linjen är Södertäljevägen. Det ljusa område i förgrunden till vänster är jordbrukslandskap kring dagens Midsommarkransen. Mot Årstaviken ligger liksom idag ett skogsbälte. Den stora landmassan i bakgrunden är Södermalm. Jämför med motsvarande, samtida kartbilden till höger. Ballongfoto av Oscar Halldin 1898, karta av Topografiska corpsen 1861. |  | Stockholm från sydväst från 1000 meters höjd år 1898. Den vita linjen är Södertäljevägen. Det ljusa område i förgrunden till vänster är jordbrukslandskap kring dagens Midsommarkransen. Mot Årstaviken ligger liksom idag ett skogsbälte. Den stora landmassan i bakgrunden är Södermalm. Jämför med motsvarande, samtida kartbilden till höger. Ballongfoto av Oscar Halldin 1898, karta av Topografiska corpsen 1861. |
| Stockholm från sydväst från 1000 meters höjd år 1898. Den vita linjen är Södertäljevägen. Det ljusa område i förgrunden till vänster är jordbrukslandskap kring dagens Midsommarkransen. Mot Årstaviken ligger liksom idag ett skogsbälte. Den stora landmassan i bakgrunden är Södermalm. Jämför med motsvarande, samtida kartbilden till höger. Ballongfoto av Oscar Halldin 1898, karta av Topografiska corpsen 1861. |  | |

## Andra historiska färdvägar till och från Stockholm
- Dalarövägen
- Enköpingsvägen
- Göta landsväg